# Porina limitata
Porina limitata är en lavart som beskrevs av C. Knight. Porina limitata ingår i släktet Porina och familjen Porinaceae.   Inga underarter finns listade i Catalogue of Life.